# آبخوان‌زی‌ها
آبخوان‌زی‌ها (نام علمی: Phreatodrobia) نام یک سرده از رده شکم‌پایان است.